# Oostmolen (Gistel)
De Oostmolen is een windmolen in de Belgische stad Gistel. Het is een typische Vlaamse torenkotmolen, dit is een omgebouwde staakmolen. Hij staat aan de oostelijke rand van Gistel.
Door zijn dubbele functie van graan- en oliemolen en vanwege de ombouw van staakmolen tot torenkotmolen, dient de Oostmolen beschouwd te worden als een enig exemplaar. Het wiekenkruis is niet alleen een aandrijfbron voor de twee koppels maalstenen in de draaibare molenkast, maar ook voor de olieslagerij in het stampkot.

## Geschiedenis
De molen werd reeds vermeld in 1302. Aanvankelijk was het een banmolen, gezien iedere tiende schep graan aan de Heer van Gistel moest worden afgestaan.
De bezettingstroepen van Maximiliaan van Oostenrijk staken op 31 januari 1488 de molen in brand, samen met de Onze-Lieve-Vrouw-Hemelvaartkerk en het kasteel. Een tweede molen werd verwoest tijdens de godsdiensttroebelen op het einde van de 16e eeuw, op de feestdag van Gistels grote heilige, Godelieve van Gistel.

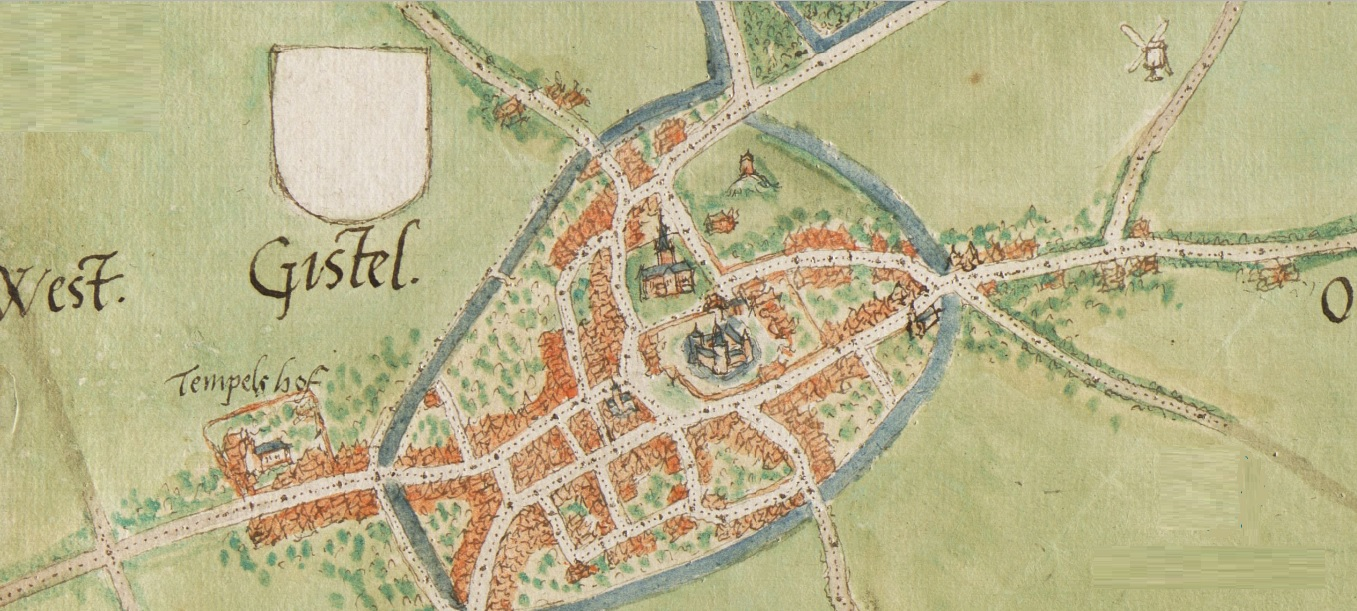
Oostmolen in de tweede helft van de 16e eeuw (Plattegrond van Gistel door Jacob van Deventer).

De molen staat afgebeeld op de kaart van Jacob Van Deventer (ca. 1659-1573) en op de Sanderusgravure (1641). Het huidige molengebouw dateert uit de 18e eeuw en staat op de Ferrariskaart (1770-1778).
De Oostmolen was een typische Vlaamse staakmolen die oorspronkelijk op bakstenen teerlingen was geplaatst. In 1841 werd hij door Karel Peel Keckaert op een torenkot geplaatst om er zo een oliemolen of stampkot van te maken. De familie Ronse wordt in 1907 eigenaar van de molen en burgemeester Alfred Ronse, molenkenner bij uitstek, zorgt dat in 1925 de Oostmolen als monument wordt geklasseerd. In 1933 werden de wieken onder impuls van Alfred Ronse verdekkerd, dit als een van de eerste molens in West-Vlaanderen. Vanaf 1934 werd de molen niet meer gebruikt. In 1971 schonk de familie Ronse de molen aan de stad Gistel. Na een brand op 12 september 1977 werd de molen volledig heropgebouwd tussen 1979 en 1982 door de Gistelse molenbouwersfamilie Peel onder leiding van ingenieur-architect Walter Snauwaert. De inhuldiging van de gerestaureerde graan- en olieslagmolen vond plaats op 19 mei 1984.

## Restauratie
Op 26 juni 1999, bij windstil weer, brak plots één houten wiek van de Oostmolen af. Om veiligheids-redenen werd daarna ook de wiek in het verlengde van de afgebroken wiek verwijderd. De sinds 1942 als monument geklasseerde Oostmolen stond er nadien troosteloos bij. Het restauratiedossier heeft jaren aangesleept. Terwijl mensen uit de praktijk, zoals molenaar en molenbouwer, opteerden voor lichtere metalen wieken, bleef Monumenten en Landschappen kiezen voor houten wieken. De restauratie van de volledige molen (met metalen wieken en wiekverbetering "Systeem van Bussel") werd toegewezen aan de Nederlandse molenbouwer Adriaens. De werken kostten 282.414 € en zijn voor 80 procent gesubsidieerd door het Vlaamse Gewest. In 2007 werd het torenkot gerestaureerd. De unieke molen, waarmee zowel lijnzaadolie als meel wordt geproduceerd, draait inmiddels opnieuw en kan binnenin bezichtigd worden.
De nabijgelegen, sinds 1997 geklasseerde, molenhoeve is ook gerestaureerd en ingericht als cafetaria en het is de bedoeling dat het bezoekerscentrum in de bijgebouwen verder wordt uitgebouwd. Het bezoekerscentrum is doorgaans open van april tot oktober (iedere zondag van 14u tot 18u) en tijdens de paasvakantie en zomervakantie (iedere dag van 13u30 tot 18u).

## Foto's

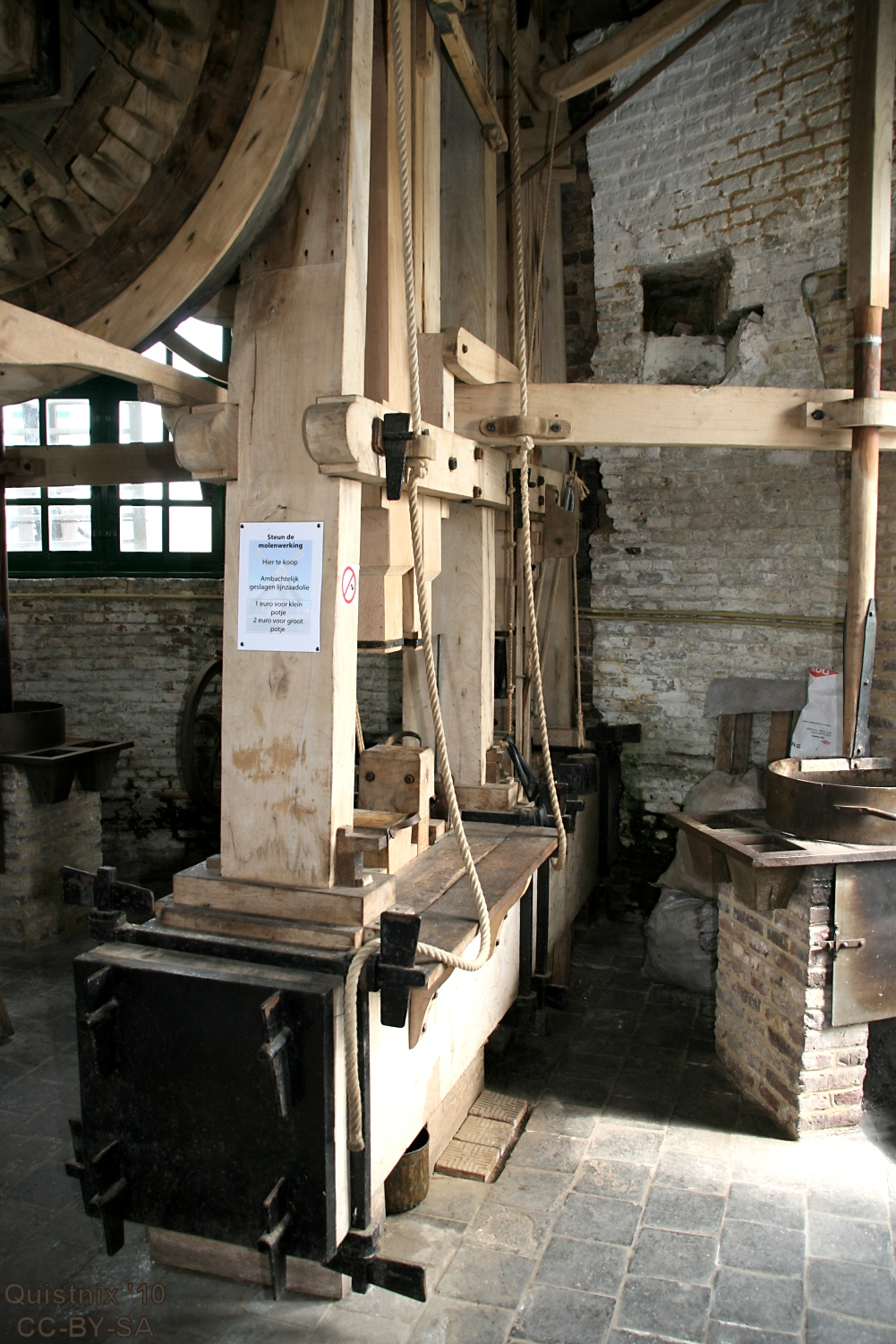
Olieslagwerk